# منتخب إسكتلندا للكريكت للسيدات
منتخب اسكتلندا للكريكت للسيدات هو ممثل اسكتلندا الرسمي في المنافسات الدولية في الكريكت للسيدات
.